# Who See
Who See (auch Who See? oder Who See Klapa) ist ein montenegrinisches Rap-Duo, das im Jahr 2000 in der Bucht von Kotor gegründet wurde.

## Werdegang
Die Band wurde bei den MTV Europe Music Awards 2012 als „bester Adria-Act“ ausgezeichnet. Die Rundfunkanstalt RTCG wählte die Gruppe zusammen mit Nina Žižić und dem Titel Igranka als Vertreter Montenegros zum Eurovision Song Contest 2013. Nach ihrem Auftritt im ersten Halbfinale konnten sie sich nicht fürs Finale qualifizieren.
Die Mitglieder sind die Rapper Dedduh (Dejan Dedović) und Noyz (Mario Đorđević). 

## Diskografie

### Alben
- 2006: Sviranje kupcu
- 2012: Krš i drača
- 2014: Nenam Ti Kad
- 2017: Pamidore

### Singles
- 2007: S kintom tanki
- 2007: Pješke polako
- 2008: Put pasat
- 2009: Kad se sjetim
- 2010: Rođen srećan
- 2013: Igranka
- 2014: Nemam Ti Kad
- 2014: Dinamida
- 2016: Sobe Zimmer Rooms
- 2017: Naselje
- 2017: Gaj Da Na Gas
- 2019: Dedovina
- 2019: Fusti Probleme
- 2020: Amo popit po pivo
- 2020: Ne bih se mijenja (Rootsinsession Remix)
- 2020: Idu dani
- 2021: Krivolov
- 2021: Vidi nane